# Rubinpirók
A rubinpirók (Carpodacus vinaceus) a madarak osztályának verébalakúak (Passeriformes) rendjébe és a pintyfélék (Fringillidae) családjába tartozó faj.

## Rendszerezése
A fajt Jules Verreaux francia ornitológus írta le 1871-ben.

## Előfordulása
Dél- és Délkelet-Ázsiában, Kína, India, Mianmar és Nepál területén honos. Természetes élőhelyei a szubtrópusi vagy trópusi magaslati cserjések. Magassági vonuló.

## Megjelenése
Testhossza 18 centiméter. A hím tollazata vörös, a tojóé barnás.
|  |  |

## Természetvédelmi helyzete
Az elterjedési területe rendkívül nagy, egyedszáma pedig stabil. A Természetvédelmi Világszövetség Vörös listáján nem fenyegetett fajként szerepel.